# Cyrielle Cotry
Cyrielle Cotry (Vannes, 8 de junio de 1987) es una deportista francesa que compitió en tiro con arco, en la modalidad de arco recurvo.
Ganó una medalla de oro en el Campeonato Mundial de Tiro con Arco en Sala de 2007 y dos medallas en el Campeonato Europeo de Tiro con Arco al Aire Libre de 2012.

## Palmarés internacional
| Campeonato Mundial en Sala       | Campeonato Mundial en Sala | Campeonato Mundial en Sala | Campeonato Mundial en Sala |
| Año                              | Lugar                      | Medalla                    | Prueba                     |
| -------------------------------- | -------------------------- | -------------------------- | -------------------------- |
| 2007                             | Esmirna (Turquía)          | Medalla de oro             | Equipo                     |
| Campeonato Europeo al Aire Libre |                            |                            |                            |
| Año                              | Lugar                      | Medalla                    | Prueba                     |
| 2012                             | Ámsterdam (Países Bajos)   | Medalla de oro             | Equipo                     |
| 2012                             | Ámsterdam (Países Bajos)   | Medalla de bronce          | Individual                 |